# Бурши-Мака
Бурши-Мака — упразднённое село в Курахском районе Дагестана. На момент упразднения входило в состав Курахского сельсовета. В 1952 году в плановом порядке жители села были переселены в село Мамраш Магарамкентского района.

## География
Располагалось на правом берегу реки Ламаркурчай, у подножья горы Текиндаг, в 10 км (по прямой) к северу от села Курах.

## История
До вхождения Дагестана в состав Российской империи селение входило в состав Курахского магала Кюринского ханства. После присоединения ханства к Российской империи числилось в Юхари-Макинском сельском обществе Курахского наибства Кюринского округа Дагестанской области. В 1895 году селение состояло из 54 хозяйств. По данным на 1926 год село состояло из 53 хозяйств. В административном отношении входило в состав Юхари-Макинского сельсовета Курахского района. В 1930-е годы создан колхоз имени Тельмана. В 1952 году было начато плановое переселение жители села в село Мамраш (ныне Советское). В 1954 году передано в состав Курахского сельсовета. 

## Население
| Год       | 1895 | 1908 | 1926 | 1939 |
| --------- | ---- | ---- | ---- | ---- |
| Население | 290  | 367  | 260  | 331  |

По данным Всесоюзной переписи населения 1926 года, в национальной структуре населения лакцы составляли 100 %